# Thomas Wahlberg
Thomas Bertil Wahlberg, född 4 november 1943 i Stockholm, är en svensk läkare, klinisk forskare och författare. 

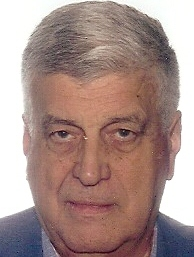
Thomas Wahlberg

Wahlberg, som specialist i internmedicin, blev medicine doktor 1981 på en studie om blödarsjuka samt är sedan 1985 docent i klinisk koagulationsforskning vid Karolinska Institutet. Han har tidigare varit kliniskt verksam främst vid Karolinska sjukhuset. Åren 1983–1989 var Wahlberg medicinsk divisionschef på dåvarande Kabi (Vitrum) och var då ansvarig för bland annat den kliniska utvecklingen av Fragmin, ett lågmolekylärt heparin för behandling av trombosrelaterade sjukdomar. Från 1976 var han läkare vid Hälsocentralen vid Sophiahemmet i varierande omfattning. På Melampyrum förlag har Wahlberg givit ut åtta böcker, romaner, diktcykel självbiografiskt material samt tre som handlar om föräldrarna, inklusive två böcker om fadern konstnären Bertil Wahlberg.